# Heilige Geestkerk (Potsdam)
De Heilige Geestkerk (Duits: Heilig-Geist-Kirche) was een barok kerkgebouw aan de rand van de historische binnenstad van Potsdam.

## Geschiedenis
Het kerkschip van de Heilige Geestkerk werd van 1726 tot 1728 door Pierre de Gayette op de voormalige locatie van de Slavische burcht Poztupimi gebouwd. De naam Burgstraße herinnert nog aan dit bouwwerk en voor de bouw van de kerk moesten eerst de destijds nog bestaande resten van de burchtgracht worden geslecht. De bouwplaats zou door de pruisische koning Frederik Willem I zijn uitgekozen. Het ontwerp werd bewust eenvoudig uitgevoerd en binnen werd het interieur bepaald door een dubbele galerij. In 1734 kreeg de kerk een 86 meter hoge toren. Het houten bovendeel van de toren werd met koper bedekt. Een bijzonderheid waren de aan de kerkmuur verankerde ringen waaraan schepen konden afmeren.
Tot de bouw van de Franse Kerk mochten de calvinistische afstammelingen van de hugenoten ook gebruikmaken van de Heilige Geestkerk. In mei 1747 bezocht Johann Sebastian Bach met zijn zoon Wilhelm Friedemann de stad. In de Heilige Geestkerk gaf Bach een drukbezocht concert op het in 1730 gebouwde orgel van Joachim Wagner. In 1911 werden in de nabijheid van de kerk de resten van de burcht herontdekt.

## De vernietiging
Potsdam werd tot tegen het einde van de Tweede Wereldoorlog gespaard voor grootscheepse bombardementen. Tijdens de enige luchtaanval op Potsdam werden op de avond van 14 april 1945 grote delen van de binnenstad door de Britse Royal Air Force vernietigd. Daarbij ontsnapte de Heilige Geestkerk nog aan de verwoestingen, maar bij de laatste gevechten in de stad, tijdens de opmars van het Rode Leger op 24 april, brandde de kerk tot op haar fundamenten uit. In 1960 werd de ruïne van het kerkschip gesloopt en op 23 april 1974 blies men de torenstomp op. Het terrein bleef daarna lange tijd braak liggen. Sinds 1996 staat op de plaats een naar de kerk vernoemd appartementencomplex. Bij de bouw heeft men in een poging om het stadssilhouet enigszins te herstellen het complex de contouren gegeven van de Heilige Geestkerk.